# Accipitrini
Accipitrini – plemię ptaków z podrodziny jastrzębi (Accipitrinae) w obrębie rodziny jastrzębiowatych (Accipitridae).

## Zasięg występowania
Plemię obejmuje gatunki zamieszkujące cały świat.

## Systematyka
Do plemienia należą następujące rodzaje:

- Stephanoaetus W.L. Sclater, 1922 – jedynym żyjącym przedstawicielem jest Stephanoaetus coronatus (Linnaeus, 1766) – wojownik wspaniały
- Nisaetus Hodgson, 1836
- Spizaetus Vieillot, 1816
- Lophotriorchis Sharpe, 1874 – jedynym przedstawicielem jest Lophotriorchis kienerii (de Sparre, 1835) – rdzawobrzuch
- Polemaetus F. Heine Jr., 1890 – jedynym przedstawicielem jest Polemaetus bellicosus (Daudin, 1800) – wojownik zbrojny
- Lophaetus Kaup, 1847 – jedynym przedstawicielem jest Lophaetus occipitalis (Daudin, 1800) – orlik długoczuby
- Ictinaetus Blyth, 1843 – jedynym przedstawicielem jest Ictinaetus malaiensis (Temminck, 1822) – orlik malajski
- Clanga Adamowicz, 1854
- Aquila Brisson, 1760
- Hieraaetus Kaup, 1844
- Harpyopsis Salvadori, 1875 – jedynym przedstawicielem jest Harpyopsis novaeguineae Salvadori, 1875 – harpia papuaska
- Macheiramphus Bonaparte, 1850 – jedynym przedstawicielem jest Macheiramphus alcinus Bonaparte, 1850 – gackożer
- Morphnus C. Dumont, 1816 – jedynym przedstawicielem jest Morphnus guianensis (Daudin, 1800) – harpia gujańska
- Harpia Vieillot, 1816 – jedynym przedstawicielem jest Harpia harpyja (Linnaeus, 1758) – harpia wielka
- Lophospiza Kaup, 1844
- Micronisus G.R. Gray, 1840 – jedynym przedstawicielem jest Micronisus gabar (Daudin, 1800) – jastrzębiak mały
- Urotriorchis Sharpe, 1874 – jedynym przedstawicielem jest Urotriorchis macrourus (Hartlaub, 1855) – jastrzębiak długosterny
- Melierax G.R. Gray, 1840
- Kaupifalco Bonaparte, 1854 – jedynym przedstawicielem jest Kaupifalco monogrammicus (Temminck, 1824) – jaszczurkołap
- Aerospiza Roberts, 1922
- Tachyspiza Kaup, 1844
- Erythrotriorchis Sharpe, 1875
- Accipiter Brisson, 1760
- Astur Lacépède, 1799
- Megatriorchis Salvadori & D’Albertis, 1876 – jedynym przedstawicielem jest Megatriorchis doriae Salvadori & D’Albertis, 1876 – pręgostrząb
- Circus Lacépède, 1799
- Microspizias Sangster, Kirwan, Fuchs, Dickinson, Elliott & Gregory, 2021
- Harpagus Vigors, 1824
- Haliastur Selby, 1840
- Milvus Lacépède, 1799
- Haliaeetus Savigny, 1809
- Icthyophaga Lesson, 1843
- Butastur Hodgson, 1843
- Ictinia Vieillot, 1816
- Geranospiza Kaup, 1847 – jedynym przedstawicielem jest Geranospiza caerulescens (Vieillot, 1817) – jastrzębiec
- Busarellus Lesson, 1843 – jedynym przedstawicielem jest Busarellus nigricollis (Latham, 1790) – tarczownik
- Rostrhamus Lesson, 1830 – jedynym przedstawicielem jest Rostrhamus sociabilis (Vieillot, 1817) – ślimakojad czerwonooki
- Helicolestes Bangs & T.E. Penard, 1918 – jedynym przedstawicielem jest Helicolestes hamatus (Temminck, 1821) – ślimakojad żółtooki
- Morphnarchus Ridgway, 1920 – jedynym przedstawicielem jest Morphnarchus princeps (P.L. Sclater, 1865) – paskowiec
- Cryptoleucopteryx Raposo do Amaral, Sheldon, Gamauf, Haring, Riesing, Silveira & Wajntal, 2009 – jedynym przedstawicielem jest Cryptoleucopteryx plumbea (Salvin, 1872) – szarostrząb
- Buteogallus Lesson, 1830
- Rupornis Kaup, 1844 – jedynym przedstawicielem jest Rupornis magnirostris (J.F. Gmelin, 1788) – myszołowczyk
- Parabuteo Ridgway, 1874
- Geranoaetus Kaup, 1844
- Pseudastur G.R. Gray, 1849
- Leucopternis Kaup, 1847
- Bermuteo Olson, 2008 – jedynym przedstawicielem był wymarły Bermuteo avivorus Olson, 2008 – myszołów bermudzki
- Buteo Lacépède, 1799